# (5763) 1982 MA
1982 أم أي (ويعرف أيضًا باسم (5763) 1982 أم أي وفق تسمية الكوكب الصغير) (بالإنجليزية: 1982 MA)‏ هو كويكب ضمن حزام الكويكبات؛ وترتيبه 5763 من حيث الاكتشاف.
اكتُشف هذا الجُرم الفلكي بواسطة باميلا إم كيلمارتن في 23 يونيو 1982.

## وصلات خارجية
- (5763) 1982 MA في قاعدة بيانات مختبر الدفع النفاث لأجرام النظام الشمسي الصغيرة

- الاكتشاف · مخطط المدار ·  العناصر المدارية · المعلمات المادية

- (5763) 1982 MA على موقع ويكي سكاي: DSS2, SDSS, GALEX, IRAS, Hydrogen α, X-Ray, Astrophoto, Sky Map, Articles and images